# Tatsuya Kawajiri
Tatsuya Kawajiri (川尻達也?, Kawajiri Tatsuya; Inashiki, 8 maggio 1978) è un lottatore di arti marziali miste giapponese.
Combatte nella divisione dei pesi piuma per la promozione statunitense UFC.
Dal 2000 al 2006 ha combattuto nell'organizzazione giapponese Shooto, una delle prime e più importanti promozioni di arti marziali miste professionistiche, nella quale è stato campione dei pesi leggeri. Ha fatto anche parte delle organizzazioni Pride, Dream, Strikeforce e ONE FC. Ha partecipato inoltre all'evento Yarennoka!, nonché alle edizioni 2009 e 2010 di Dynamite!!, nelle quali ha rappresentato la promozione Dream.

## Caratteristiche tecniche
Tatsuya Kawajiri è noto per il suo stile di combattimento imprevedibile e poco ortodosso. Nelle fasi in piedi è capace di sferrare rapide combinazioni di calci e pugni, mentre si è dimostrato esperto nel grappling e nella lotta a terra.
Abile nel takedown, è inoltre noto per la sua capacità nel ground and pound.

## Carriera nelle arti marziali miste

### Ultimate Fighting Championship
Dopo la sconfitta avvenuta contro Guida, torna a combattere a distanza di un anno per affrontare il tedesco Dennis Siver, classificato numero 13 nella divisione dei pesi piuma. L'incontro si svolge a Berlino il 20 giugno 2015, come parte dell'evento UFC Fight Night: Jędrzejczyk vs. Penne. Il match si rivela abbastanza equilibrato e i due sfidanti si affrontano principalmente nelle fasi di clinch e lotta libera. Nel corso dell'incontro Kawajiri riesce a portare a segno quattro atterramenti, che lo aiutano ad aggiudicarsi una vittoria per decisione unanime.
A dicembre avrebbe dovuto affrontare Mirsad Bektić. Tuttavia, il 27 novembre, Bektic venne rimosso dalla card per via di un infortunio; al suo posto venne inserito il nuovo arrivato Jason Knight. Tatsuya vinse l'incontro per decisione unanime, dominando dal primo al terzo round al tappeto.
Nel febbraio del 2016, affrontò e venne sconfitto da Dennis Bermudez per decisione unanime. Stessa sorte gli toccò ad agosto quando affrontò e perse per decisione unanime contro Cub Swanson.

### Risultati nelle arti marziali miste
| Risultato | Record  | Avversario            | Metodo                                       | Evento                                                    | Data              | Round | Tempo | Città                            | Note                                                         |
| --------- | ------- | --------------------- | -------------------------------------------- | --------------------------------------------------------- | ----------------- | ----- | ----- | -------------------------------- | ------------------------------------------------------------ |
| Sconfitta | 35-10-2 | Cub Swanson           | Decisione (unanime)                          | UFC Fight Night: Rodriguez vs. Caceres                    | 6 agosto 2016     | 3     | 5:00  | Salt Lake City, Stati Uniti      |                                                              |
| Sconfitta | 35-9-2  | Dennis Bermudez       | Decisione (unanime)                          | UFC Fight Night: Cowboy vs. Cowboy                        | 21 febbraio 2016  | 3     | 5:00  | Pittsburgh, Stati Uniti          |                                                              |
| Vittoria  | 35-8-2  | Jason Knight          | Decisione (unanime)                          | The Ultimate Fighter: Team McGregor vs. Team Faber Finale | 11 dicembre 2015  | 3     | 5:00  | Las Vegas, Stati Uniti           |                                                              |
| Vittoria  | 34-8-2  | Dennis Siver          | Decisione (unanime)                          | UFC Fight Night: Jędrzejczyk vs. Penne                    | 20 giugno 2015    | 3     | 5:00  | Berlino, Germania                |                                                              |
| Sconfitta | 33-8-2  | Clay Guida            | Decisione (unanime)                          | UFC Fight Night: Nogueira vs. Nelson                      | 15 novembre 2014  | 3     | 5:00  | Abu Dhabi, Emirati Arabi Uniti   | Fight of the Night                                           |
| Vittoria  | 33-7-2  | Sean Soriano          | Sottomissione tecnica (rear naked choke)     | UFC Fight Night: Saffiedine vs. Lim                       | 4 gennaio 2014    | 2     | 0:50  | Marina Bay, Singapore            |                                                              |
| Vittoria  | 32-7-2  | Michihiro Omigawa     | Decisione (unanime)                          | DREAM 18                                                  | 31 dicembre 2012  | 3     | 5:00  | Tokyo, Giappone                  |                                                              |
| Vittoria  | 31-7-2  | Donald Sanchez        | Sottomissione (triangolo)                    | ONE Fighting Championship: War of the Lions               | 31 marzo 2012     | 1     | 3:27  | Kailang, Singapore               |                                                              |
| Vittoria  | 30-7-2  | Kazuyuki Miyata       | Sottomissione (triangolo di braccio)         | Fight For Japan: Genki Desu Ka Omisoka 2011               | 31 dicembre 2011  | 2     | 4:54  | Saitama, Giappone                |                                                              |
| Vittoria  | 29-7-2  | Joachim Hansen        | Sottomissione (triangolo di braccio)         | DREAM 17                                                  | 24 settembre 2011 | 3     | 2:30  | Saitama, Giappone                | Debutto nei pesi piuma                                       |
| Vittoria  | 28-7-2  | Drew Fickett          | KO Tecnico (pugni)                           | DREAM: Japan GP Final                                     | 26 luglio 2011    | 1     | 4:41  | Tokyo, Giappone                  |                                                              |
| Sconfitta | 27-7-2  | Gilbert Melendez      | KO Tecnico (gomitate)                        | Strikeforce: Diaz vs. Daley                               | 9 aprile 2011     | 1     | 3:14  | San Diego, Stati Uniti d'America | Per il titolo dei pesi leggeri Strikeforce                   |
| Vittoria  | 27-6-2  | Josh Thomson          | Decisione (unanime)                          | Dynamite!! 2010                                           | 31 dicembre 2010  | 3     | 5:00  | Saitama, Giappone                |                                                              |
| Sconfitta | 26-6-2  | Shinya Aoki           | Sottomissione tecnica (achilles lock)        | DREAM 15                                                  | 10 luglio 2010    | 1     | 1:53  | Saitama, Giappone                | Per il titolo dei pesi leggeri DREAM                         |
| Vittoria  | 26-5-2  | Kazunori Yokota       | Decisione (unanime)                          | Dynamite!! 2009                                           | 31 dicembre 2009  | 3     | 5:00  | Saitama, Giappone                |                                                              |
| Vittoria  | 25-5-2  | Melchor Manibusan     | KO Tecnico (pugni)                           | DREAM 11                                                  | 6 ottobre 2009    | 1     | 3:48  | Yokohama, Giappone               |                                                              |
| Vittoria  | 24-5-2  | Gesias Cavalcante     | Decisione (unanime)                          | DREAM 9                                                   | 26 maggio 2009    | 2     | 5:00  | Yokohama, Giappone               |                                                              |
| Vittoria  | 23-5-2  | Ross Ebañez           | Sottomissione (rear-naked choke)             | DREAM 7                                                   | 8 marzo 2009      | 1     | 4:03  | Saitama, Giappone                |                                                              |
| Sconfitta | 22-5-2  | Eddie Alvarez         | KO Tecnico (pugni)                           | Dream 5: Lightweight Grand Prix 2008 Final Round          | 21 luglio 2008    | 1     | 7:35  | Osaka, Giappone                  | Semifinale del Grand Prix DREAM dei pesi leggeri             |
| Vittoria  | 22-4-2  | Luiz Firmino          | Decisione (unanime)                          | Dream 3: Lightweight Grand Prix 2008 Second Round         | 11 maggio 2008    | 2     | 5:00  | Saitama, Giappone                | Quarti di finale del Grand Prix DREAM dei pesi leggeri       |
| Vittoria  | 21-4-2  | Kultar Gill           | Decisione (unanime)                          | Dream 1: Lightweight Grand Prix 2008 First Round          | 15 marzo 2008     | 2     | 5:00  | Saitama, Giappone                | Round d'apertura del Grand Prix DREAM dei pesi leggeri       |
| Vittoria  | 20-4-2  | Luiz Azeredo          | Decisione (unanime)                          | Yarennoka!                                                | 31 dicembre 2007  | 2     | 5:00  | Saitama, Giappone                |                                                              |
| Sconfitta | 19-4-2  | Gilbert Melendez      | Decisione (unanime)                          | Pride FC - Shockwave 2006                                 | 31 dicembre 2006  | 2     | 5:00  | Saitama, Giappone                |                                                              |
| Vittoria  | 19-3-2  | Per Ecklund           | KO Tecnico (pugni)                           | Shooto: Champion Carnival                                 | 14 ottobre 2006   | 1     | 4:10  | Yokohama, Giappone               |                                                              |
| Vittoria  | 18-3-2  | Chris Brennan         | KO Tecnico (ginocchiata e pugni)             | Pride: Bushido 12                                         | 26 agosto 2006    | 1     | 0:26  | Nagoya, Giappone                 |                                                              |
| Vittoria  | 17-3-2  | Charles Bennett       | Sottomissione (kneebar)                      | Pride: Bushido 11                                         | 4 giugno 2006     | 1     | 2:30  | Saitama, Giappone                |                                                              |
| Vittoria  | 16-3-2  | Joachim Hansen        | Squalifica (calcio illegale)                 | Shooto: The Victory of the Truth                          | 17 febbraio 2006  | 1     | 0:08  | Tokyo, Giappone                  | Difende il titolo dei pesi welter Shooto                     |
| Sconfitta | 15-3-2  | Takanori Gomi         | Sottomissione (rear-naked choke)             | Pride: Bushido 9                                          | 25 settembre 2005 | 1     | 7:42  | Tokyo, Giappone                  | Quarti di finale del Grand Prind PRIDE 2005 dei pesi leggeri |
| Vittoria  | 15-2-2  | Luiz Firmino          | Decisione (unanime)                          | Pride: Bushido 8                                          | 17 luglio 2005    | 2     | 5:00  | Nagoya, Giappone                 | Difende il titolo dei pesi welter Shooto                     |
| Vittoria  | 14-2-2  | In Seok Kim           | KO Tecnico (ritiro)                          | Pride: Bushido 7                                          | 22 maggio 2005    | 1     | 3:20  | Tokyo, Giappone                  |                                                              |
| Vittoria  | 13-2-2  | Jani Lax              | KO Tecnico (pugni)                           | Shooto: 4/23 in Hakata Star Lanes                         | 23 aprile 2005    | 1     | 4:42  | Hakata, Giappone                 |                                                              |
| Vittoria  | 12-2-2  | Vitor Ribeiro         | KO Tecnico (pugni)                           | Shooto: Year End Show 2004                                | 14 dicembre 2004  | 2     | 3:11  | Hakata, Giappone                 | Vince il titolo dei pesi leggeri Shooto                      |
| Vittoria  | 11-2-2  | Mindaugas Laurinaitis | KO Tecnico (pugni)                           | Shooto: 9/26 in Kourakuen Hall                            | 26 settembre 2004 | 2     | 2:00  | Tokyo, Giappone                  |                                                              |
| Pareggio  | 10-2-2  | Caol Uno              | Pareggio                                     | Shooto: 3/22 in Korakuen Hall                             | 22 marzo 2004     | 3     | 5:00  | Tokyo, Giappone                  |                                                              |
| Vittoria  | 10-2-1  | Ryan Bow              | KO Tecnico (pugni)                           | Shooto - Year End Show 2003                               | 14 dicembre 2003  | 1     | 4:21  | Urayasu, Giappone                |                                                              |
| Vittoria  | 9-2-1   | Yves Edwards          | Decisione (unanime)                          | Shooto - 8/10 in Yokohama Cultural Gymnasium              | 10 agosto 2003    | 3     | 5:00  | Yokohama, Giappone               |                                                              |
| Vittoria  | 8-2-1   | Takumi Nakayama       | KO Tecnico (pugni)                           | Shooto - Shooter's Dream 2                                | 20 maggio 2003    | 1     | 3:44  | Setagaya, Giappone               |                                                              |
| Sconfitta | 7-2-1   | Vitor Ribeiro         | Decisione (unanime)                          | Shooto: Year End Show 2002                                | 14 dicembre 2002  | 3     | 5:00  | Urayasu, Giappone                |                                                              |
| Vittoria  | 7-1-1   | Ken Omatsu            | Sottomissione (armbar)                       | Shooto: Gig West 3                                        | 27 ottobre 2002   | 1     | 4:40  | Osaka, Giappone                  |                                                              |
| Vittoria  | 6-1-1   | Tsutomu Shiiki        | Sottomissione (rear-naked choke)             | Shooto: Treasure Hunt 8                                   | 19 luglio 2002    | 1     | 4:42  | Tokyo, Giappone                  |                                                              |
| Vittoria  | 5-1-1   | Daisuke Sugie         | KO Tecnico (pugni)                           | Shooto: Gig East 9                                        | 28 maggio 2002    | 2     | 4:19  | Setagaya, Giappone               |                                                              |
| Vittoria  | 4-1-1   | Takeshi Yamazaki      | Decisione (unanime)                          | Shooto: Wanna Shooto Japan                                | 21 aprile 2002    | 2     | 5:00  | Setagaya, Giappone               |                                                              |
| Vittoria  | 3-1-1   | Masaya Takita         | KO Tecnico (stop medico)                     | Shooto: Treasure Hunt 4                                   | 13 marzo 2002     | 2     | 1:22  | Setagaya, Giappone               |                                                              |
| Vittoria  | 2-1-1   | Kazumichi Takada      | Sottomissione tecnica (triangolo di braccio) | Shooto: To The Top 9                                      | 27 settembre 2001 | 1     | 3:03  | Tokyo, Giappone                  |                                                              |
| Vittoria  | 1-1-1   | Yohei Suzuki          | Sottomissione (rear-naked choke)             | Shooto: Big East 2                                        | 22 maggio 2001    | 1     | 2:42  | Setagaya, Giappone               |                                                              |
| Pareggio  | 0-1-1   | Yohei Suzuki          | Pareggio                                     | Shooto: Wanna Shooto 2001                                 | 8 aprile 2001     | 2     | 5:00  | Setagaya, Giappone               |                                                              |
| Sconfitta | 0-1     | Takumi Nakayama       | Sottomissione (rear-naked choke)             | Shooto: R.E.A.D. 4                                        | 12 aprile 2000    | 1     | 2:44  | Setagaya, Giappone               |                                                              |